# (152830) Динкинеш
(152830) Ди́нкинеш (лат. Dinkinesh) (предварительное обозначение 1999 VD57) — астероид главного пояса со средним диаметром 760 м, принадлежащий к силикатному (каменному) типу (спектральный класс S). Обнаружен 4 ноября 1999 года Лабораторией поиска околоземных астероидов имени Линкольна (LINEAR) в Сокорро, штат Нью-Мексико (США). Этот астероид является первой целью миссии НАСА «Люси». Космическая станция пролетела на расстоянии 425 км от астероида 1 ноября 2023 года.

Динкинеш со спутником Селам на серии изображений, полученных с интервалом 12 секунд 1 ноября 2023 года во время сближения с ними автоматической станции «Люси». Видимое движение двух астероидов объясняется изменением угла зрения по мере пролёта станции мимо них.

Первые снимки, полученные во время пролёта, показали, что астероид представляет собой двойную систему. Максимальный поперечник основного астероида — 790 м, а его спутника — 220 м. Последующей съёмкой с другого ракурса, когда станция удалялась от астероида, выявлено, что астероид-спутник состоит из двух соприкасающихся частей, представляя собой контактную двойную систему.

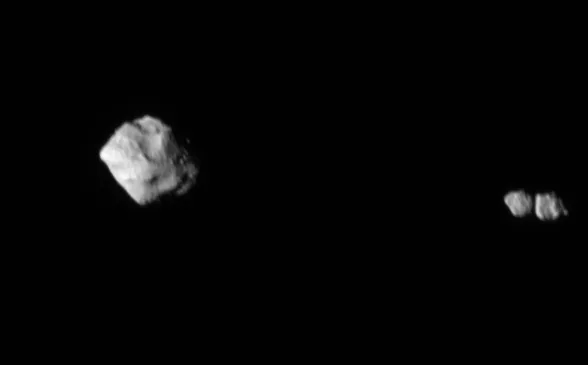
На снимке, сделанном через шесть минут после максимального сближения станции «Люси» с астероидом, обнаружилось, что Селам (спутник астероида Динкинеш) представляет собой контактную двойную систему

Динкинеш — самый маленький из астероидов главного пояса среди тех, что исследованы космическими аппаратами. Астероид имеет вытянутую форму и медленно вращается с периодом 52,67 часа. 
Название, присвоенное в феврале 2023 года, грамматически имеет женский род, поскольку происходит от амхарской фразы «ты чудесная/удивительная» («дин(и)ки» — чудесно, «неш» — местоимение «ты» женского рода). Для названия использовано имя, которое в Эфиопии было дано ископаемому скелету женской особи австралопитека афарского возрастом 3,2 млн. лет, обнаруженному в 1974 году и получившему имя «Люси». 
Название спутника Селам (Selam), которое предложил швейцарский астроном Рафаэль Маршалл, одобрено Международным астрономическим союзом 27 ноября 2023 года. Полное международное обозначение спутника (152830) Dinkinesh I, то есть спутник № 1 астероида (152830) Динкинеш. Ранее этот астроном, проанализировав орбиты 500 тысяч астероидов, подобрал астероид Динкинеш как возможный объект для исследования с помощью космического аппарата «Люси». 
Название спутника тематически связано с названием самого астероида, будучи именем ископаемого скелета трёхлетней женской особи австралопитека афарского, найденного в 2000 году в том же районе, что и Люси/Динкинеш. Этот небольшой скелет даже называли «дитя Люси», хотя его абсолютный возраст на 120 тысяч лет старше. Присвоенное этим окаменелым останкам название Селам представляет собой женское имя, обозначающее по-амхарски «мир, спокойствие» Это же слово используется как приветствие.